# Lenguas de Irán

## Política lingüística y planificación de Irán
La política lingüística actual de Irán se aborda en el capítulo dos de la Constitución de la República Islámica de Irán (artículos 15 y 16). Afirma que el idioma persa es el Lingua Franca de la nación iraní y, como tal, está destinado a ser utilizado a través de todas las comunicaciones oficiales y el sistema escolar. Además, la constitución también reconoce el idioma árabe como el idioma del Islam, otorgándole un estatus formal como el idioma de la religión, y regula su difusión dentro del plan de estudios nación iraní.
Debido a la diversidad social y étnica única de la nación, la constitución también reconoce y permite el uso de idiomas minoritarios en los medios de comunicación masivos, así como dentro de las escuelas, para enseñar su literatura. Las lenguas minoritarias de Irán no reciben un estatus formal y no están reguladas oficialmente por las autoridades.
La primera legislación que otorgó a la lengua persa su estado se inició en 1906, como parte de una ley electoral que lo posicionó como el idioma oficial del estado de Irán, su gobierno, sus instituciones políticas y su sistema legal. En el transcurso del tiempo, esta promulgación fue seguida por otros, que eventualmente llevaron a una política monolingüe por parte del régimen iraní.
Percibiendo el multilingüismo como una amenaza para la unidad de la nación y la integridad territorial, y viendo la necesidad de restringir el uso de los idiomas de las minorías y de avanzar en la hegemonía del idioma persa, la política lingüística de Irán consiste también en un esquema de no traducción: gobierno, administración y educación están obligados a utilizar únicamente el persa para cualquier comunicación escrita. Esto incluye las instituciones políticas (el Parlamento iraní, por ejemplo), la comunicación burocrática oficial (formas, señalización, etc.) y la escolarización (todos los niños a partir de los seis años están expuestos solo al persa como idioma de enseñanza y aprendizaje y de libros de texto dentro del sistema de escuelas públicas). En otras palabras, las autoridades iraníes sostienen que las minorías deben aprender la lengua vernácula iraní en una medida que les permita comunicarse con las instituciones estatales.
Con respecto a la planificación lingüística iraní, entre las instituciones responsables de promover la planificación lingüística iraní (por ejemplo, el Ministerio de Educación y el Ministerio de Ciencia, Investigación y Tecnología) está la Academia de Lengua y Literatura Persas, que se estableció en 1991. Constantemente se busca Revisando y elaborando el idioma oficial de la nación, este instituto se centra en la lingüística del idioma persa y en los aspectos internos de la planificación lingüística, más que en el uso de idiomas minoritarios dentro de la sociedad iraní. Otros aspectos de la planificación del lenguaje (por ejemplo, la alfabetización sociolingüística o funcional) no han sido asignados a un instituto formal y actualmente los ministerios de educación los manejan sin ningún plan maestro oficial.

## Lenguas de Irán
Diferentes publicaciones han reportado diferentes estadísticas para los idiomas de Irán. Ha habido algunos censos limitados tomados en Irán en 2001, 1991, 1986 y 1949–1954. Los siguientes son los idiomas con el mayor número de oradores (datos del World Factbook de la CIA):
Categorías de clasificación de las lenguas habladas:
- Indoeuropeo (principalmente persa, pequeñas cantidades de otras ramas, representadas principalmente por armenios, entre otras)
- Túrquicas (la mayoría son azerbaiyanos, con cantidades más pequeñas de turcomanos, qashqai y afshar)
- Semítico (principalmente árabe, pero también neo-arameo y mandeano)
- Lenguas caucásicas (como georgiano, y circasiano)

## Datos del World Factbook de la CIA
Los siguientes son los idiomas con el mayor número de hablantes (datos del World Factbook de la CIA): 
- Persa 53%
- Azerbaiyán y otros dialectos turcos 18%
- Kurdo 10%
- Gilaki y mazandaraní 7%
- Luri 6%
- Árabe 2%
- Balochí 2%

Otros idiomas comprenden el 1%, e incluyen tati, talysh, georgiano, armenio, circasiano, asirio, etc.
Población total 75,149,669 (censo de 2012) [6]
Censo en los años 90.
Censo realizado en el mes iraní de Mordad (del 21 de julio al 21 de agosto) en 1991. En este censo, todas las 49,588 madres que dieron a luz en el país recibieron certificados de nacimiento. Se les preguntó sobre su lengua materna. que fueron: 46,2% (persa), 20,6% (azerbaiyano), 10% kurdo, 8,9% Luri, 7,2% Gilaki y Mazandarani, 3,5% árabe, 2,7% Baluchi, 0,6% turcomanos, 0,1% armenio y 0,2% otros Por ejemplo, circasiano, georgiano, etc.). El dialecto local del árabe que se habla en Irán es el árabe Khuzestani, un dialecto árabe iraquí, pero las variedades de árabe que se enseñan en todo Irán a los estudiantes de las escuelas secundarias, independientemente de su origen étnico o lingüístico, son el árabe estándar moderno y el árabe clásico. Lengua litúrgica del islam.

## Encuesta reciente
Una encuesta reciente realizada por la organización estadounidense "Terror Free Tomorrow" con error es de +/- 3.1 por ciento de margen y un muestreo uniforme basado en las poblaciones provinciales menciona el desglose de la siguiente manera:
- Persa 50.5%
- Azerí 21.6%
- Kurdo 7.6%
- Gilaki y Mazandarani 6.9%
- Lur 6.9%
- Árabe 2.7%
- Baloch 1.4%
- Tati y Talysh 1%
- Turcomano 0.9%
- Otro 1,2% (incl. Armenios, georgianos, circasianos, asirios, neo-arameos y otros dialectos asirios, mandaico)
- Desconocido / rechazado alrededor del 0,5%

## Otras estimaciones
En 1986, también se realizó un censo nacional. Ver: (Farhad Nu'mani, Sohrab Behdad, Clase y Trabajo en Irán: ¿Importó la Revolución ?, publicado en 2006, Syracuse University Press, 2006)  sobre el porcentaje de iraníes que conocen a persas, aquellos que no saben y Los que lo saben con fluidez.
Según el erudito kurdo-belga-estadounidense Mehrdad Izady, cuyo trabajo se puede encontrar en la Escuela de Asuntos Internacionales y Públicos de la Universidad de Columbia, en el sitio web del Proyecto Gulf 2000, el censo iraní de 2001 menciona que el 68% de la población habla persa como una primera lengua, mientras que él mismo da las siguientes cifras para 2014:
- Persa incluirá a Luri y Bakhtiari 62.1%
- Azerbaiyán 13.6%
- Kurdo 7%
- Gilaki 3%
- Mazandarani 2.8%
- Balochi 2.4%
- Árabe 1.6%
- Tourki 1.6%
- Qashqai 1.2%
- Tati 1.1%
- Raji 1%
- Turkmeni 0.9%
- Talysh 0.4%

Otros idiomas incluyen turcomano, armenio, georgiano, circasiano, siríaco, qashqai, ruso, raji, minabi, así como otros idiomas iraníes occidentales (Lari, etc.)